# جيم نوريك أرينا
جيم نوريك أرينا (بالإنجليزية: Jim Norick Arena)‏ سابقًا أرض المعارض (بالإنجليزية: Fairgrounds Arena)‏ هي ساحة كبيرة متعددة الأغراض تقع في حديقة معرض الدولة في أوكلاهوما سيتي، أوكلاهوما. تم الانتهاء منه في عام 1965 بتكلفة 2.4 مليون دولار، وكان أكبر مرفق داخلي في أوكلاهوما سيتي حتى إنشاء مركز ميرياد للمؤتمرات. تم تسميته على اسم جيم نوريك، عمدة مدينة أوكلاهوما سيتي أثناء تشييد المبنى.